# Alejandra Oliveras
Alejandra Marina Oliveras (n. 20 martie 1978, El Carmen⁠(d), Provincia Jujuy, Argentina – d. 28 iulie 2025, Santa Fe, Argentina), cunoscută ca La Locomotora („Locomotiva”), a fost o boxeriță profesionistă argentiniană care a concurat între 2006 și 2015. A câștigat campionate mondiale la patru categorii de greutate, inclusiv titlul feminin super bantamweight al Consiliulului Mondial de Box (WBC) din 2006 până în 2008, titlul feminin ușor al Asociației Mondiale de Box (WBA) din 2011 până în 2012, titlul feminin pană al Organizației Mondiale de Box (WBO) din 2012 până în 2013 și titlul feminin super ușor al WBC din 2013 până în 2014.
Alejandra Oliveras a fost, de asemenea, o activistă pentru egalitatea de gen și a promovat boxul feminin. A fost inclusă în Latin American Boxing Hall of Fame în 2024.